# Aymen Saïdi
Pour les articles homonymes, voir Saïdi.
Aymen Saïdi est un acteur de cinéma français né en 1987.

## Biographie
Lorsqu'il est en internat durant ses années de collège, Aymen Saïdi intègre un atelier théâtre. Repéré par un directeur de casting, il passe une audition pour Pas d'histoires, un court métrage de Philippe Lioret où il obtient son premier rôle dans un film.
En 2004, il joue aux côtés de Muriel Robin et Artus de Penguern dans Saint-Jacques… La Mecque, un long-métrage de Coline Serreau qui lui vaut une nomination pour le César du Meilleur jeune espoir masculin en 2006.

## Filmographie

### Cinéma
- 2002 : Fais-moi des vacances de Didier Bivel : Lucien
- 2005 : Saint-Jacques… La Mecque de Coline Serreau : Ramzi
- 2006 : Beur blanc rouge de Mahmoud Zemmouri : Mourad
- 2006 : L'Ecole pour tous de Eric Rochant : Karim
- 2006 : Le Grand Appartement de Pascal Thomas : Nouaceur
- 2007 : Ma place au soleil d'Éric de Montalier : Le cycliste
- 2007 : Candy Boy de Pascal-Alex Vincent (court-métrage) : voix de Samy
- 2007 : À l'intérieur de Julien Maury et Alexandre Bustillo : Abdel
- 2008 : Française de Souad El-Bouhati : Rachid adulte
- 2009 : Eden à l'ouest de Costa-Gavras : Petite Basane
- 2010 : Dernier étage, gauche, gauche d'Angelo Cianci : Salem Atelhadj
- 2011 : L'Assaut de Julien Leclercq : Yahia, membre du GIA
- 2013 : Paulette de Jérôme Enrico : Rachid
- 2013 : 12 ans d'âge de Frédéric Proust : Ahmed
- 2013 : La Dernière recrue de Luc Murat : Youssef Akhbir
- 2013 : Tip Top de Serge Bozon : Younès
- 2013 : Gibraltar de Julien Leclercq : le pouilleux
- 2014 : Colt 45 de Fabrice Du Welz : Kaïs Derkaoui
- 2015 : Les Gorilles de Tristan Aurouet : Ryad
- 2015 : Violence en réunion de Karim Boukercha (court-métrage) : un jeune de la cité
- 2015 : Dheepan de Jacques Audiard : le gardien
- 2015 : Antigang de Benjamin Rocher : le manutentionnaire qui filme
- 2016 : Les Derniers parisiens de Hamé et Ekoué : Achour
- 2018 : Break de Marc Fouchard : le second alcoolo

### Télévision
- 2003 : Central nuit, saison 2, épisode 1 Le Gang des lâches réalisé par Didier Delaître : José
- 2003 : A cran d'Alain Tasma (téléfilm) : Simon
- 2005 : L'Arbre et l'oiseau de Marc Rivière (téléfilm) : Ahmed
- 2005 : Adèle et Kamel de Vincent Monnet (téléfilm) : Kamel
- 2007 : C'est votre histoire, épisode Au bout de mon rêve de Christophe Otzenberger (série télévisée) : Aissa
- 2007 : Les Bleus, premiers pas dans la police d'Alain Tasma (série télévisée) : Malik el Dridi
- 2007 : Le Pendu de Claire Devers : Luan
- 2007 : La Commune de Philippe Triboit (série télévisée) : Oufkir
- 2008 : Engrenages, saison 2, épisodes 1, 3 et 6, d'Alexandra Clert et Guy-Patrick Sainderichin (série télévisée) : Malik
- 2009 : Villa Belle France de Karim Akadiri Soumaïla (téléfilm) : Farid
- 2014 : Deux petites filles en bleu de Jean-Marc Thérin : Aymen
- 2022 :

meurtres à Chantilly : Jérôme Beaulieu

### Théâtre
- 2008 : La Vie devant soi de Émile Ajar (Romain Gary) mise en scène de Didier Long, Théâtre Marigny, Théâtre de l'Œuvre, tournée

## Distinctions
- 2010 : Prix du meilleur interprète masculin au Festival de Sarlat pour L'Assaut.